# Перічей
Перічей (рум. Pericei) — село у повіті Селаж в Румунії. Адміністративний центр комуни Перічей.
Село розташоване на відстані 398 км на північний захід від Бухареста, 15 км на захід від Залеу, 75 км на північний захід від Клуж-Напоки.

## Населення
За даними перепису населення 2002 року у селі проживали 2787 осіб.
Національний склад населення села:
| Національність | Кількість осіб | Відсоток |
| -------------- | -------------- | -------- |
| угорці         | 2171           | 77,9%    |
| румуни         | 454            | 16,3%    |
| цигани         | 161            | 5,8%     |

Рідною мовою назвали:
| Мова      | Кількість осіб | Відсоток |
| --------- | -------------- | -------- |
| угорська  | 2171           | 77,9%    |
| румунська | 455            | 16,3%    |
| циганська | 161            | 5,8%     |